# Аморфные металлы

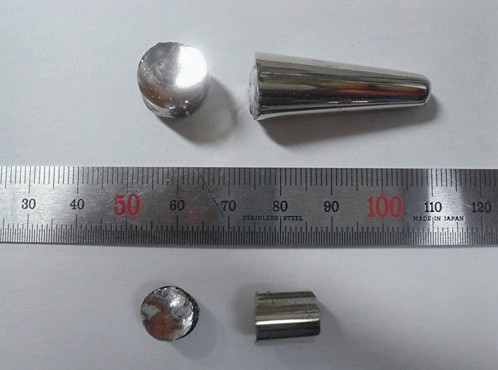
Образцы аморфных металлов.

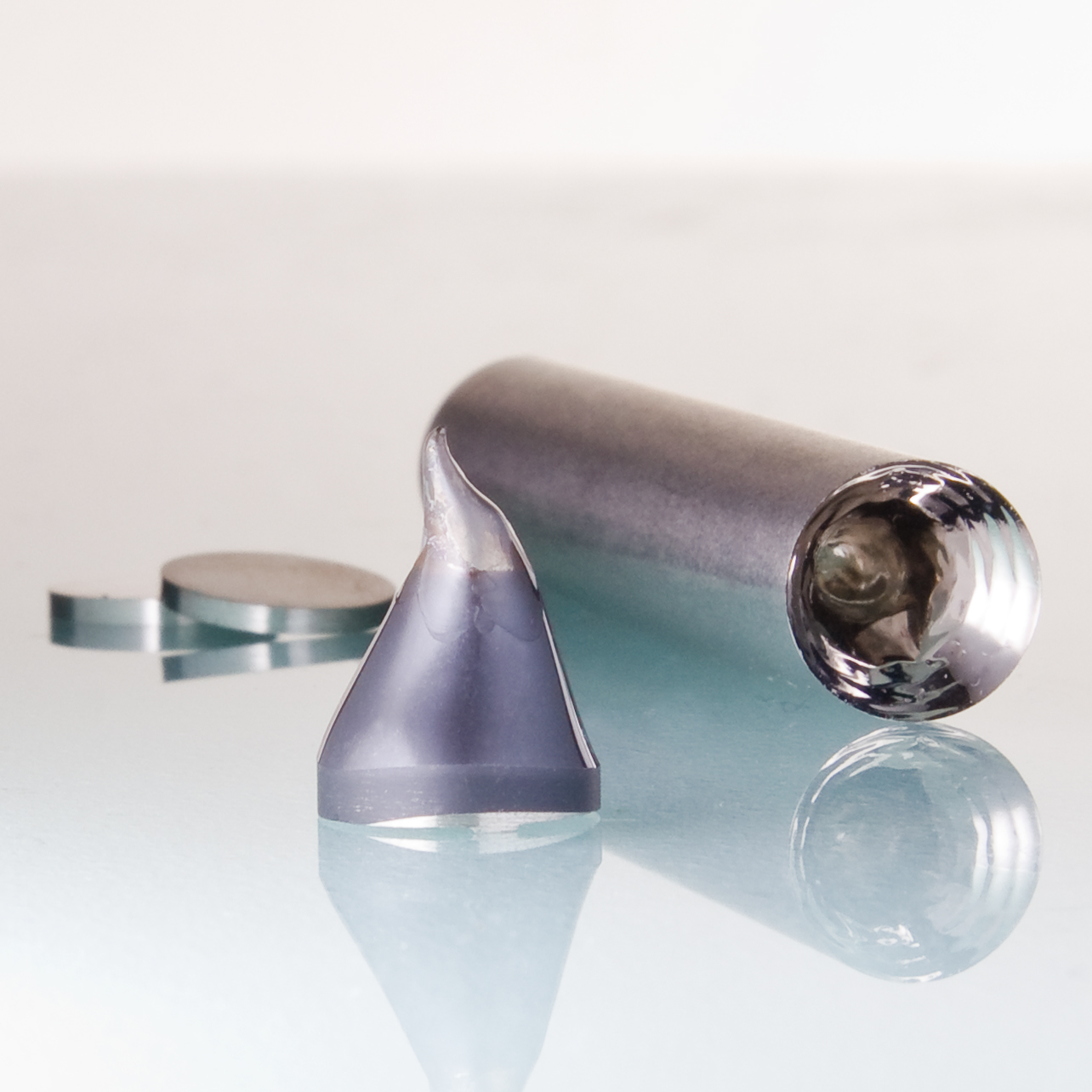
Образцы аморфных металлов.

Аморфные металлы (металлические стёкла) — класс металлических твёрдых тел с аморфной структурой, характеризующейся отсутствием дальнего порядка и наличием ближнего порядка в расположении атомов. В отличие от металлов с  кристаллической структурой, аморфные металлы характеризуются фазовой однородностью, их атомная структура аналогична атомной структуре переохлаждённых расплавов.

## История
Ещё в 1940-х годах было известно, что металлические плёнки, получаемые методом вакуумного низкотемпературного напыления, не имеют кристаллического строения. Однако начало изучению аморфных металлов было положено в 1960 году, когда в Калифорнийском технологическом институте группой под руководством профессора Дювеза (англ. Pol Duwez) было получено металлическое стекло Au75Si25. Большой научный интерес к теме стал проявляться с 1970 года, первоначально в США и Японии, а вскоре — в Европе, СССР и КНР.
В 1990-х годах были открыты сплавы, которые переходили в аморфное состояние уже при скоростях охлаждения около 1°C/с . Это сделало возможным изготовление образцов с размерами порядка нескольких миллиметров. 

## Классификация
Аморфные сплавы подразделяются на 2 основных типа: металл-металлоид и металл-металл.
При аморфизации методом закалки из жидкого состояния могут быть получены сплавы, содержащие следующие элементы:
- Для типа металл-металлоид: B, C, Si, Al, P, Ti, V, Cr, Mn, Fe, Co, Ni, Cu, Ge, As, Zr, Nb, Mo, Rh, Pd, Ag, Sn, Te, Hf, Ta, W, Ir, Pt, Au, Tl, La.
- Для типа металл-металл: Be, Mg, Al, Ca, Ti, V, Fe, Co, Ni, Cu, Zn, Ga, Sr, Y, Zr, Nb, Rh, Pd, Ag, Sb, Hf, Ta, Re, Ir, Pt, Au, Pb, La, Ce, Pr, Nd, Sm, Eu, Gd, Th, Dy, Ho, Er, Lu, Th, U.

## Свойства
По некоторым свойствам ряд аморфных металлов значительно отличаются от кристаллических того же состава. В частности, некоторые из них отличаются высокой прочностью и вязкостью, коррозионной стойкостью, высокой магнитной проницаемостью.

### Механические свойства
Ряд металлических стёкол отличается очень высокой  прочностью и твёрдостью. В аморфных сплавах на основе элементов подгруппы железа (Fe, Co, Ni) твёрдость HV может превышать 1000 ГН/м2, прочность — 4 ГН/м2. Вместе с этим металлические стёкла обладают очень высокой вязкостью разрушения: например, энергия разрыва Fe80P13C7 составляет 110 кДж/м2, тогда как для стали X-200 значение этого параметра 17 кДж/м2.

### Электрические свойства
Сопротивление аморфных металлов составляет, как правило, около 100—300 мкОм·см, что значительно выше сопротивления кристаллических металлов. Кроме того, сопротивление разных металлических стёкол в определённых температурных диапазонах характеризуется слабой зависимостью от температуры, а иногда даже убывает с увеличением температуры. При анализе особенностей сопротивления аморфных металлов выделяют 3 группы:
- простой металл — простой металл
- переходный металл — металлоид
- переходный металл — переходный металл.

Металлические стёкла группы простой металл — простой металл отличаются низким удельным сопротивлением (менее 100 мкОм·см). С ростом температуры сопротивление разных материалов данной группы может как возрастать, так и убывать.
Сопротивление материалов группы переходный металл — металлоид лежит в диапазоне 100—200 мкОм·см. Температурный коэффициент сопротивления поначалу положительный, а когда сопротивление достигает ~150 мкОм·см, становится отрицательным. Минимальное значение сопротивления при температурах 10—20 К.
Сопротивление материалов группы переходный металл — переходный металл превышает 200 мкОм·см. При этом с увеличением температуры сопротивление уменьшается.
Некоторые аморфные сплавы проявляют свойство сверхпроводимости, сохраняя при этом хорошую пластичность.

## Получение
Существует множество способов получения металлических стёкол.
1. Осаждение газообразного металла
  - Вакуумное напыление
  - Распыление
  - Химические реакции в газовой фазе
2. Затвердевание жидкого металла
  - Закалка из жидкого состояния
3. Нарушение кристаллической структуры твёрдого металла
  - Облучение частицами
  - Воздействие ударной волной
  - Ионная имплантация
4. Электролитическое осаждение из растворов

### Закалка из жидкого состояния
Закалка из жидкого состояния является основным способом получения металлических стёкол. Этот метод заключается в сверхбыстром охлаждении расплава, в результате которого он переходит в твёрдое состояние, избежав кристаллизации — структура материала остаётся практически такой же, как в жидком состоянии. Он включает в себя несколько методов, которые позволяют получать аморфные металлы в формах порошка, тонкой проволоки, тонкой ленты, пластинок. Также были разработаны сплавы с малой критической скоростью охлаждения, что позволило создавать объёмные металлические стёкла.
Для получения пластинок массой до нескольких сотен миллиграмм, капля расплава с большой скоростью выстреливается на охлаждаемую медную плиту, скорость охлаждения при этом достигает 109 °C/с. Для получения тонких лент шириной от десятых долей до десятков миллиметров расплав выдавливается на быстро вращающуюся охлаждающую поверхность. Для получения проволок толщиной от единиц до сотен микрон применяются разные методы. В первом расплав протягивается в трубке через охлаждающий водный раствор, скорость охлаждения при этом составляет 104—105 °C/с. Во втором методе струя расплава попадает в охлаждающую жидкость, которая находится на внутренней стороне вращающегося барабана, где удерживается за счёт центробежной силы.

## Применение
Несмотря на хорошие механические свойства, металлические стёкла не используются в качестве ответственных деталей конструкций по причине их высокой стоимости и технологических сложностей. 
Перспективным направлением является применение коррозионностойких аморфных сплавов в различных отраслях. 
В оборонной промышленности при производстве защитных бронированных ограждений используются прослойки из аморфных сплавов на основе алюминия для погашения энергии пробивающего снаряда за счёт высокой вязкости разрушения таких прослоек.
Благодаря своим магнитным свойствам аморфные металлы используются при производстве магнитных экранов, считывающих головок (аудио- и видеомагнитофонов, накопителей информации), трансформаторов и других устройств.
В радио- и электротехнических изделиях для магнитопроводов (сердечников) с начала восьмидесятых годов стали широко применяться аморфные материалы (магнитомягкие аморфные сплавы), которые сейчас в ряде случаев  используются вместо пермаллоев, ферритов, электротехнических сталей, магнитодиэлектриков. Вторым представителем нового класса метастабильных быстроохлаждённых сплавов и активным соперником аморфных сплавов являются нанокристаллические сплавы. Нанокристаллические материалы, получаемые из аморфных, имеют отличные характеристики в высокочастотной области.
Низкая зависимость сопротивления некоторых аморфных металлов от температуры позволяет использовать их в качестве эталонных резисторов.